# Gårdatunneln
Gårdatunneln är en 2 163 meter lång järnvägstunnel i Göteborg. Den sträcker sig mellan Gubbero i norr och Almedal i söder, längs Västkustbanan. Tunneln var Sveriges längsta järnvägstunnel under många år.
Tunneln är dubbelspårig och byggd i berg. Den togs i drift för järnvägstrafik 28 juni 1968 och byggdes när nuvarande E6/E20 skulle dras igenom Göteborg till Tingstadstunneln, varpå motorvägen kom att byggas på järnvägens tidigare banvall söder om Wallinsbron. En alternativ lösning gick ut på att låta motorvägen dras i tunnel, men kostnaderna var betydligt lägre för en järnvägstunnel. 1993 invigdes pendeltågsstationen Liseberg som ligger inne i tunneln.

## Bilder

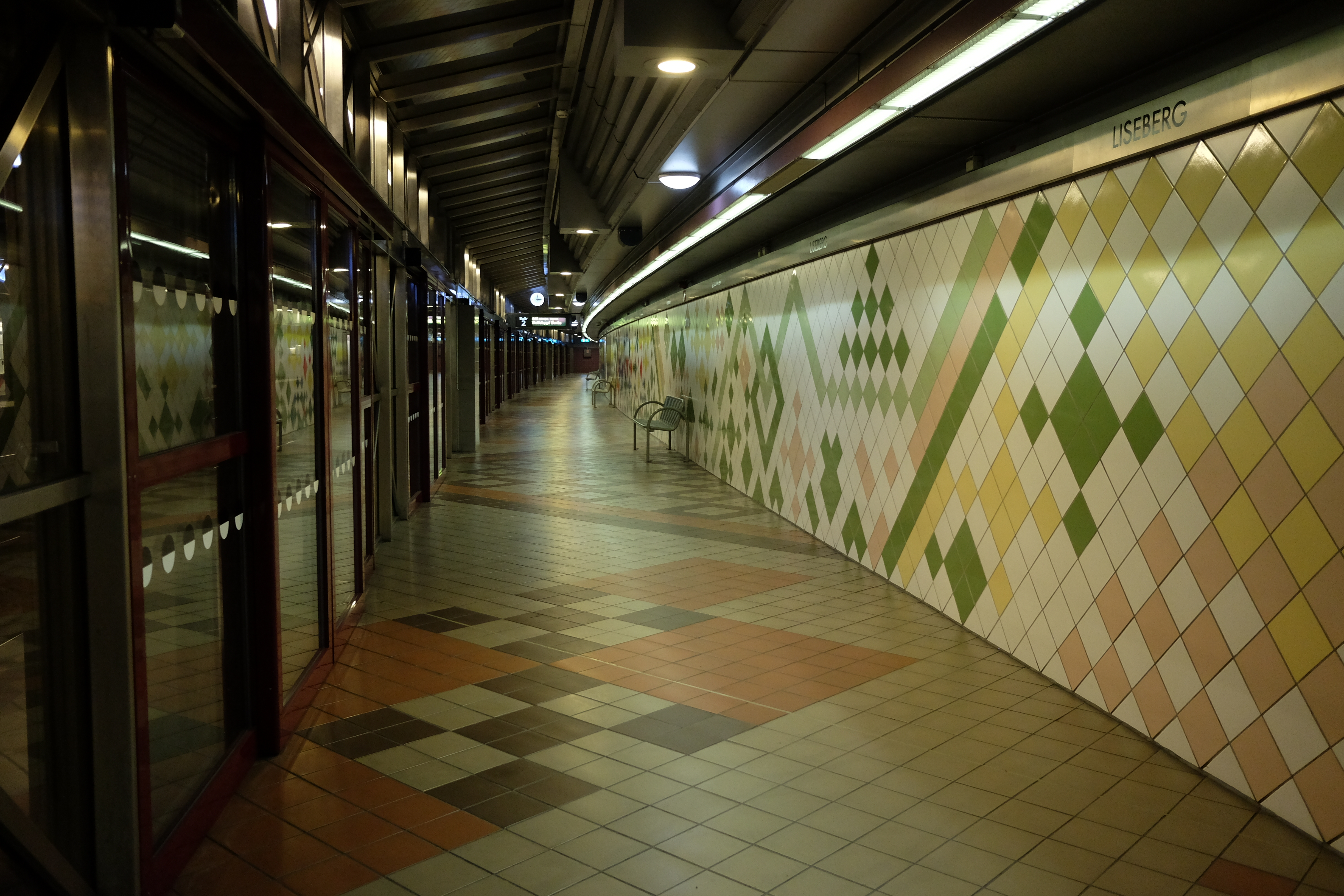
Lisebergs station

Koordinater:
- Norra änden: 57°42′36″N 11°59′52″Ö / 57.71000°N 11.99778°Ö
- Södra änden: 57°41′28″N 11°59′56″Ö / 57.69111°N 11.99889°Ö